# 7 Brygada Piechoty (UHA)
7 Brygada Piechoty – brygada piechoty Ukraińskiej Armii Halickiej.
Została utworzona w styczniu 1919 i nosiła wówczas przydomek „Stryjska”, należąc do III Korpusu UHA. Od 1 maja 1919 figuruje jako „Lwowska”.

## Dowódcy brygady
- ppłk Kostiantyn Sliusarczuk
- ppłk Alfred Bisanz.